# Hore Vranisht
Hore Vranisht là một xã trong quận Vlorë thuộc hạt Vlorë, Albania. Dân số năm 2005 là 3591 người.